# Antonio Meucci
Antonio Santi Giuseppe Meucci, född 13 april 1808, död 18 oktober 1889, var en italiensk uppfinnare. Bland annat menas det att telefonen var en av hans skapelser. 

## Biografi
Meucci föddes i San Frediano nära Florens. Han studerade kemi- och maskinteknik vid Accademia di Belle Arti di Firenze och arbetade därefter på diverse teatrar som scentekniker, bland annat Teatro della Pergola.
Antonio Meucci beskylldes vara en del av den italienska liberaliseringsrörelsen och var fängslad några månader omkring år 1833–1834. Därefter utvandrade familjen, först till Kuba år 1835, sedan till USA.
Vid ankomsten till USA var hans kapitaltillgångar stora, men förmögenheten krympte snabbt, då han ofta hjälpte andra exilitalienare, samt på grund av en olycka som inträffade då han tog fram nya konstruktioner. Under en tid var privatekonomin så dålig att hans hushåll var tvunget att få socialbidrag ("public funds") samt ekonomisk hjälp från vänner. Hans fru lär också ha sålt en del av apparaterna för att förbättra hushållskassan.
Antonio Meucci uppfann sin elektromagnetiska telefon omkring 1849 (alternativt 1856), som förband sovrummet med hans kontor. Detta var en följd av att hans fru inte kunde röra sig, då hon led av svåra reumatiska smärtor. Den demonstrerades 1860 för en italienskspråkig tidning i New York. Han ansökte om patent för sin teletrofon den 28 december 1871, men i brist på pengar förmådde han inte betala för ansökan. Vid den tidpunkten försörjde han sig och familjen med socialbidrag, och hans fru lär ha sålt hans apparater för att få in pengar.
Alexander Graham Bell patenterade telefonen år 1876 och fick i många år äran för uppfinningen. Då hade både Meucci och Elisha Gray var för sig utvecklat telefoniutrustning, men i båda fallen hade man problem med att patentera och marknadsföra det hela. Meucci försökte hävda sin rätt fram till sin död 1889, då de juridiska processerna avstannade helt. Patentet upphörde i januari 1893. Drygt 100 år senare, den 15 juni 2002, erkände amerikanska representanthuset (amerikanska kongressens resolution 269) att Meucci var uppfinnare till telefonen. Detta är dock fortfarande omdiskuterat. Många forskare, till exempel Anton A. Huurdeman i den viktiga teknikhistoriska översikten "The Worldwide History of Communications" tvekar inte att peka ut Bell som den rättmätige uppfinnaren av en verkligt fungerande telefon.
Även tidigare hade Meucci konstruerat en rörtelefon (som transporterar ljud genom ett rör) för att på en teater kunna sköta kommunikationen mellan scenen och kontrollrummet.

## Patent
Utöver elektronisk överföring av tal konstruerade och patenterade Meucci många apparater baserade på kemiska och mekaniska processer.

## Familjeförhållanden
Meucci gifte sig 1834 med Esther Mochi men makarna fick inga barn.

## Eftermäle
Asteroiden 15353 Meucci är uppkallad efter honom.